# آقاکیشی کاظموف
آقاکیشی شاماد اوغلو کاظموف بازیگر و کارگردان اهل کشور جمهوری آذربایجان بود.